# Орлиците (защитена местност)
Орлиците е защитена местност в България, обявена със заповед РД – 1214 на министъра на околната среда и водите през 2003 г.

## Разположение
Намира се в землището на село Камчия, община Сунгурларе, Бургаска област. Разположена е на площ 315,6 ha от държавния горски фонд на Държавното лесничейство в Карнобат. В непосредствена близост до нея се намира Ришкият проход.
Местността включва няколко отвесни скални образувания – Голямата Орлица, Малката Орлица, Беклембир с надморска височина 500 – 840 m и гората около тях. Старото название на местността е Картал кая (в превод от турски: Орлова скала). Причината за това е че в миналото, а и понякога и днес, на тези скали гнездят или кацат за почивка скални орли (картали) и египетски лешояди (акбуба).
От върховете на тези скали се открива чудесна панорама. От връх Беклембир (835 m) се открива изглед към язовир „Камчия“ на запад и на север към на Шуменското плато, вижда се дори и част от град Шумен при ясно време.

## Флора и фауна
Ботаническите проучвания показват, че в Орлиците има над 340 вида висши растения, като 29 са редки, ендемични и защитени, включени в Червената книга на България. Такива са пролетната циклама, триръбестата хептаптера, източната ведрица, 14 вида диворастящи орхидеи, всичките включени във Вашингтонската конвенция (CITES) и много други.
Дървесните видове са представени от бук, габър, зимен дъб, цер, липа, дива череша, турска леска, клен, планински ясен, планински бряст и др. Някои от тези дървета са с внушителни размери и вероятно са вековни.
Птичето разнообразие е също богато – 71 вида наблюдавани до момента: египетски лешояд, скален орел, голям и малък ястреб, черен кълвач и др. По скалите гнездят скални и червенокръсти лястовици, гарвани гробари, черношипи ветрушки. Бозайниците са представени от благородни елени, сърни, диви свине, вълци, лисици, чакали, белки, диви котки, язовци.

## Забележителности
В непосредствена близост до Орлиците се намира малкият водопад Крумовата вана. Според легендата в каменната вана на водопада се е къпал хан Крум.